# Baliaggio di Riviera
Il Baliaggio di Riviera fu una dipendenza dei vecchi cantoni della Svizzera durante l'Antico Regime.

## Storia
Per tutto il XV secolo gli svizzeri avevano mostrato interesse commerciale per il sud delle Alpi, ma in quel periodo la solidità del Ducato di Milano non aveva permesso loro che limitatissimi risultati. Nel 1403 la Riviera fu occupata da Uri e dai suoi alleati, ma la reazione meneghina si concretizzò nel 1422 nella battaglia di Arbedo, alle porte di Bellinzona, che scacciò gli elvetici. Altre successive incursioni svizzere furono infruttuose. Ben più ghiotta occasione si prospettò invece all'inizio del XVI secolo, quando il ducato cadde sotto i colpi della Francia.
Una nuova sortita confederata si ebbe nel 1495, ma per renderla definitiva si cercò la decisiva alleanza transalpina. Nel 1499 il re di Francia Luigi XII formò una coalizione per imporre le sue pretese sul trono milanese. I mercenari svizzeri contribuirono con l'assedio di Novara alla vittoria della coalizione, tanto che nel 1503 il re pagò il pegno pattuito firmando il Trattato di Arona che segnò la creazione del baliaggio di Riviera, dipendenza diretta della Tre cantoni fondatori, e simile a quanto viene oggi definito un protettorato.
In qualità di dipendenza, la comunità era governata da un balivo di lingua tedesca, ma per l'amministrazione locale veniva mantenuta un'autonomia gestionale in un consiglio di sette membri.
Al baliaggio, formazione politica chiaramente oligarchica e anti-democratica, fu fatale l'invasione giacobina del 1798, allorquando fu soppresso a favore di una più larga provincia costituita secondo i canoni centralistici e antifederalistici degli invasori: il Cantone di Bellinzona.